# Cerdedo
Cerdedo is een plaats in de gemeente Cerdedo-Cotobade in de Spaanse provincie Pontevedra in de regio Galicië met een oppervlakte van 80 km². In 2016 telde Cerdedo 1781 inwoners.
In 2016 werd Cerdedo samengevoegd met Cotobade tot de nieuwe gemeente Cerdedo-Cotobade. 